# City Deep Container Terminal

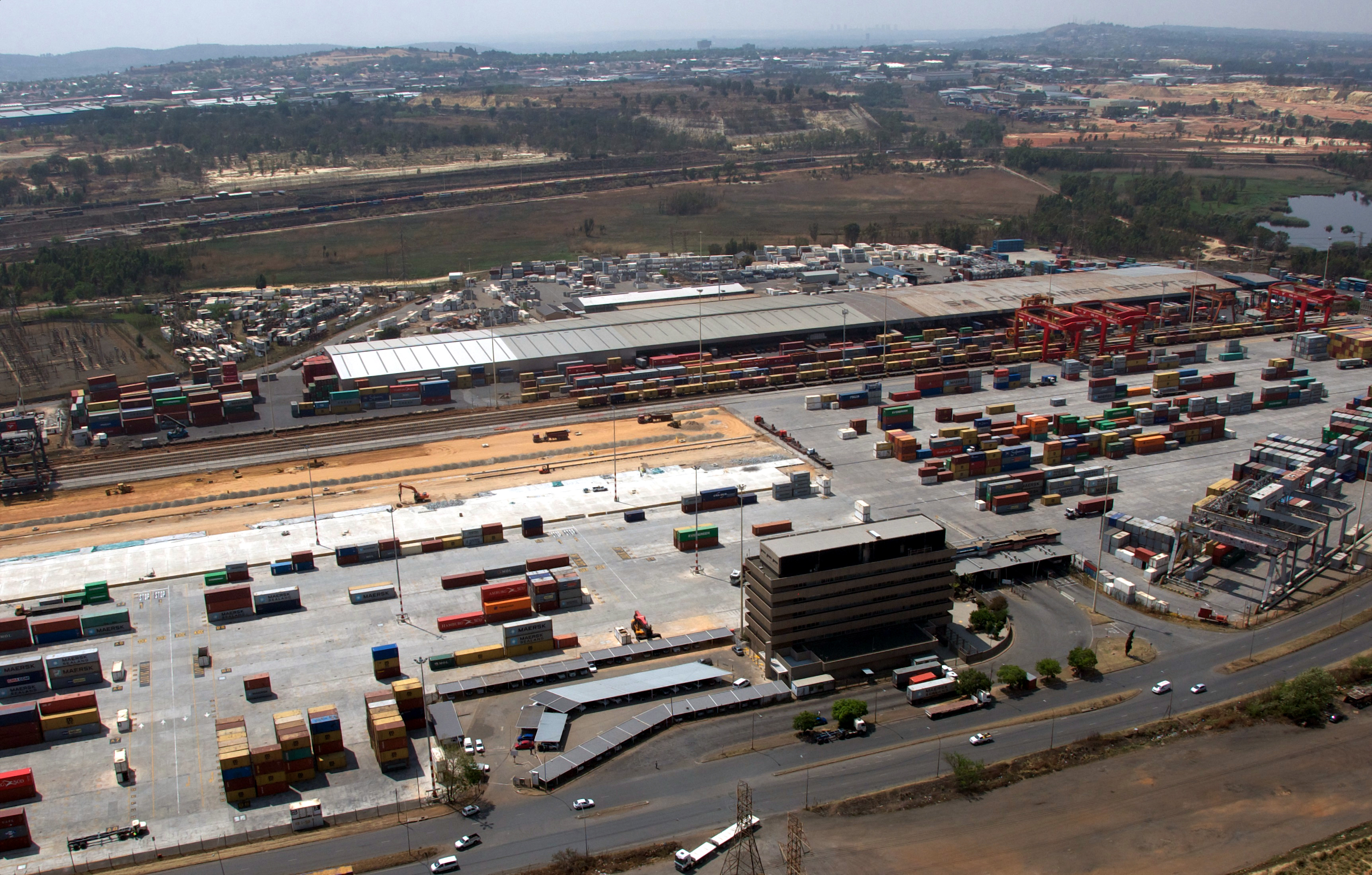
Das City Deep Container Terminal in Johannesburg

Das City Deep Container Terminal (kurz City Deep terminal) ist ein südafrikanisches Güterverkehrszentrum in Johannesburg. Es fasst Frachtlieferungen in Containern zusammen und übt die Funktion eines Inlandhafens im Großraum Johannesburg aus. Für den Export werden Containerfrachten logistisch zusammengestellt und den vorbestimmten Seehäfen oder Grenzübergängen zugeleitet. Der Terminalbetreiber ist Transnet Freight Rail. Entsprechend seiner überragenden Bedeutung wurde es in den Nationalen Infrastrukturplan aufgenommen.
Es ist das größte Containerterminal von Südafrika und das größte Güterverkehrszentrum in Afrika. Es unterlag bis 2014 einer baulichen und technischen Erweiterungsphase.

## Lage
Das City Deep Container Terminal befindet sich in der Johannesburger Stadtregion F und davon im Stadtteil City Deep, das etwa vier Kilometer südöstlich vom Johannesburg Central Business District (CBD) und etwa zwei Kilometer nördlich von Elandspark liegt.
In seiner Nähe befindet sich der Joburg Market (früher Johannesburg Fresh Produce Market), einer der weltweit größten Märkte für Frischwaren.
Die Verkehrsanbindung des City Deep Container Terminal per Straße erfolgt über eine kommunale Straße (Houer Road) zur R103, die südöstlich des Terminals einen Knotenpunkt mit der N17 und in nordwestlicher Richtung mit dem M2 freeway besitzt. Das Terminalgelände verfügt an seiner Nordseite über einen Eisenbahnanschluss.

## Aufgaben und Bedeutung

### Allgemein
Das City Deep Container Terminal ist in der Provinz Gauteng der wichtigste Warenumschlagplatz für den inländischen und internationalen Gütertransport. Hier existieren Dienststellen der südafrikanischen Zoll- und Steuerbehörden. Dadurch ist es möglich, verzollte Waren auf dem direkten Wege über südafrikanischen Häfen in Durban, East London, Port Elizabeth und Kapstadt als Exportgut zu verschiffen bzw. auf demselben Wege zu importieren. Weiterhin werden von hier ansässigen Logistiklagern Zulieferungen für Industriebetriebe in Gauteng organisiert und der innerstädtische Warentransport von Johannesburg organisatorisch entlastet.
Zunehmend gewinnt der Gütertransport über das benachbarte Transitland Mosambik im Maputo-Korridor von und zum Hafen Maputo an Bedeutung, der nur etwa 587 Kilometer von Johannesburg entfernt liegt. Für den Gütertransport auf der Schiene dient hierbei zum größten Teil die Bahnstrecke Pretoria–Maputo, die ebenso wie die Nationalstraße N4 bei Komatipoort den Ex- und Import über die Grenze zwischen Südafrika und Mosambik gewährleistet.
Im City Deep Container Terminal werden 30 Prozent des Warenexportaufkommens von Südafrika umgeschlagen. Die Provinzregierung Gautengs sieht im Ausbau des Terminals ein Pilotprojekt zur Wirtschaftsentwicklung und für ihre Arbeitsmarktpolitik.

### Infragestellung als Inlandhafen
Zu erheblichen Irritationen über die mögliche Rücknahme des Status „Inlandhafen“ für das Containerterminal und damit der Wegfall der dort praktizierten Zollabfertigung, führte Anfang des Jahres 2013 ein Gesetzesvorschlag. In der Medienberichterstattung wurde sogar die Schließung des Terminals kolportiert, was jedoch durch den South African Revenue Service (SARS), der nationalen Steuerbehörde, dementiert wurde. Als Begründung für die beabsichtigte Veränderung führten Regierungsstellen sicherheitsrelevante Aspekte und wirtschaftliche Risiken an.
Seit 35 Jahren wurde hier Containerfracht auf der Grundlage des Customs and Excise Act von 1964 durch die Zollbehörde abgefertigt und demzufolge das Terminal im Sinne der zollrechtlichen Bestimmungen als Ort des Eintrittes der Ware in den Hoheitsbereich Südafrikas geführt.
Die einflussreiche Industrie- und Handelskammer Johannesburgs (Chamber of Commerce and Industry Johannesburg / JCCI) begründete ihre Position bezüglich der Beibehaltung der langjährigen Praxis im Terminal damit, dass durch das Binnenzollverfahren die Seehäfen und Grenzübergänge stark entlastet würden. Die Kontroverse bewirkte eine Terminverschiebung für die abschließende Parlamentslesung des Gesetzesvorschlags auf das Jahr 2014.

## Entwicklung des Terminals
Die Anfänge dieses Güterverkehrszentrums reichen bis in das Jahr 1977 zurück. In diesem Jahr erklärte man den vorhandenen Güterbahnhof zum Inlandhafen. Aber erst einige Monate später entstand hier eine Station der Grenzpolizei. Die Handhabung der Transportabfertigung blieb zunächst mangelhaft. In der Folge entwickelte sich auf dem Terminalareal ein beträchtliches Potential von Warenschmuggel. Daraufhin kam es zu einer Verstärkung der Zollbehörde durch eine Anti-Schmuggel und eine Anti-Drogen-Gruppe der südafrikanischen Polizei.
In City Deep wurde das erste Inland-Containerterminal im Südlichen Afrika geschaffen. Der Wirtschaftsraum um Johannesburg ist die Region mit dem höchsten Exportaufkommen des Landes. Durch die zunehmende internationale Vernetzung des Landes nach dem Ende der Apartheid im Jahre 1994 und der Aufhebung damit verbundener Embargobeschlüsse bildete sich ein wachsender Güterverkehr heraus. Diese Entwicklung führte die bis dahin existierende Logistikinfrastruktur des Landes an die Grenzen ihrer Leistungsfähigkeit.
Nach einer Studie über den inländischen Gütertransport aus dem Jahr 2008 hatte sich in Südafrikas Transportsektor die Erkenntnis durchgesetzt, dass die inländischen Transport- und Umschlagkosten zu hoch seien und ein Umbau dieses Wirtschaftsbereiches erforderlich sei. Als Hauptursachen stellten sich mehrere Faktoren heraus. Dazu zählten eine inzwischen überkommene Logistikinfrastruktur sowie eine unzulängliche Zollabfertigung in den Häfen und an den Grenzübergängen. Im Ergebnis eines politischen und planerischen Prozesses entschied man sich für einen Ausbau des containerbasierten Gütertransportes. Daraus folgten Bauprojekte an zahlreichen Standorten in südafrikanischen Städten.
Auftraggeber für die Erweiterungsinvestitionen von 2012 im City Deep Container Terminal ist Transnet Capital Projects. Das Auftragsvolumen beläuft sich auf 231 Millionen Rand. Insgesamt liegt das Erweiterungsprojekt City Deep in der Zuständigkeit der Projektpartner Transnet, der South African National Roads Agency Limited (SANRAL) und der City of Johannesburg.
Das Güterverkehrszentrum von City Deep wurde, wie zahlreiche weitere Logistik- und Industriebetriebe, nach stadtplanerischen Erwägungen in einem früheren Bergbaugebiet von Johannesburg angesiedelt, um im Rahmen der städtischen Bauleitplanung eine anhaltende gewerbliche Nachnutzung in den zentrumsnahen Bergbaufolgelandschaften auszubauen. Die erste Phase konzentrierte sich auf die Erweiterung des vorhandenen Kazerne Terminal, das ältere Containerterminal von Transnet, und auf den Ausbau des nahen Straßennetzes im Umfeld.

## Paralleles Infrastrukturvorhaben in Gauteng
Ein konkurrierendes Vorhaben ist das Projekt Tambo Springs Inland Port and Logistics Gateway an der N3 südöstlich von Vosloorus und unweit von Heidelberg, ebenfalls in der Provinz Gauteng liegend und 33 Kilometer von City Deep entfernt. Es ist Teil der Pläne zum Ausbau einer Industrieentwicklungszone (IDZ) im Umfeld des Internationalen Flughafens Johannesburg.